# 北京大学出版社
北京大学出版社（ぺきんだいがくしゅっぱんしゃ、Peking University Press）は、北京大学の大学出版局。

## 沿革
1902年設立の京師大学堂訳書局及び編書処を前身とする。訳書局は西学（洋学）の教科書及びその他の図書、編書処は国学（漢学）の教科書の編纂を行った。啓蒙思想家の厳復が訳書局総辦に任命された歴史がある。
現行の出版物のうち、教材が55%、学術著作が15%、一般図書が30%を占め、図書の重版率は60%である。
編集部が経済管理、政治法律、文史哲の三個の事業部、理科、漢語、外語、職教与工科の四個の編集室、基礎教育中心（センター）、電子音像部を設けているほか、行政部が弁公室を設置し、総編室と対外合作部がある。
2009年現在、300余人の社員を有し、その70%が大卒であり、中級職称は1/3以上を占める。現社長は王明舟である。